# Robert Spencer (scriitor)
Această pagină se referă la un blogger din SUA. Pentru alte persoane cu nume similar, vedeți: Robert Spencer.

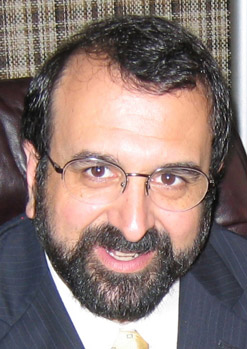
Robert Spencer

Robert Bruce Spencer (n. 27 februarie 1962) este un scriitor și un bloger american (născut în Carolina de Sud), cunoscut pentru critica adusă islamului și pentru lucrarea The Politically Incorrect Guide to Islam (And the Crusades) apărută în 2005.
Este directorul și cronicarul blogului Jihad Watch, considerat responsabil pentru propagarea islamofobiei în SUA.

## Carte
- The Truth About Muhammad: Founder of the World's Most Intolerant Religion, Regnery Publishing 2006 (NYT Bestseller List[1])
- The Politically Incorrect Guide to Islam (And the Crusades), Regnery Publishing, 2005. ISBN 0-89526-013-1 (NYT Bestseller List[2])
- Islam Unveiled: Disturbing Questions About the World's Fastest Growing Faith ( David Pryce-Jones), Encounter Books, 2002. ISBN 1-893554-58-9
- Inside Islam: A Guide for Catholics (Daniel Ali), Ascension Press, 2003. ISBN 0-9659228-5-5
- Onward Muslim Soldiers: How Jihad Still Threatens America and the West, Regnery Publishing, 2003. ISBN 0-89526-100-6
- The Myth of Islamic Tolerance: How Islamic Law Treats Non-Muslims (redacteur), Prometheus Books, 2005. ISBN 1-59102-249-5
- Religion of Peace?: Why Christianity Is and Islam Isn't, Regnery Publishing, 2007. ISBN 1-59698-515-1
- Stealth Jihad: How Radical Islam is Subverting America without Guns or Bombs, Regnery Press October 2008, ISBN 978-1-59698-556-8.
- The Complete Infidels' Guide to the Koran, Regnery Press, September 2009, ISBN 978-1-59698-104-1
- Did Muhammad Exist?: An Inquiry Into Islam's Obscure Origins, ISI Books, 2012. ISBN 978-1-61017-061-1